# مهمانک
تفرجگاه کفترخانه دردامنه کوه شاید به جرات یکی اززیباترین نقاط توریستی استان وحتی کشورباشدکه متاسفانه به خاطرصعب العبوربودن (البته برای افرادمسن وکودکان خردسال)توریست های کمتری رابه خودمیبیند که البته این مشکل قابل حل است ،ابگرم مهمانک هم که زبانزد خاص وعام است به خاطرکم لطفی مسولین دچاراتفاقات نه چندان خوبی شده که بطورمثال میتوان به کم چشمه به دلایلی ازجمله تغییرمسیرسرچشمه به خاطرانفجارهای بی موردوبیدقت جهت بازکردن مسیرسرچشمه،کم شدن وشاید میتوان گفت نابودی کامل نوع خاصی ازماهی دراین چشمه،وهمچنین نداشتن سرویس بهداشتی استراحتگاه واماکن خدماتی که دراین گونه تفرجگاههای طبیعی بایددایرشود،متاسفانه یکی ازدلایل این مشکلات نیزناهماهنگی بین اهالی،شوراها وکشاورزان عزیزاست.
مهمانک روستایی در دهستان حومه بخش مرکزی شهرستان مانه و سملقان استان خراسان شمالی ایران است.

## جمعیت
بر پایه سرشماری عمومی نفوس و مسکن در سال ۱۳۹۵ جمعیت این مکان ۱٬۶۲۷ نفر (۵۲۸خانوار) بوده‌است.